# Halvar Björk
Erik Halvar Bertil Björk, född 22 september 1928 i Borgvattnet, Jämtland, död 12 november 2000 i Huddinge, var en svensk skådespelare.

## Biografi

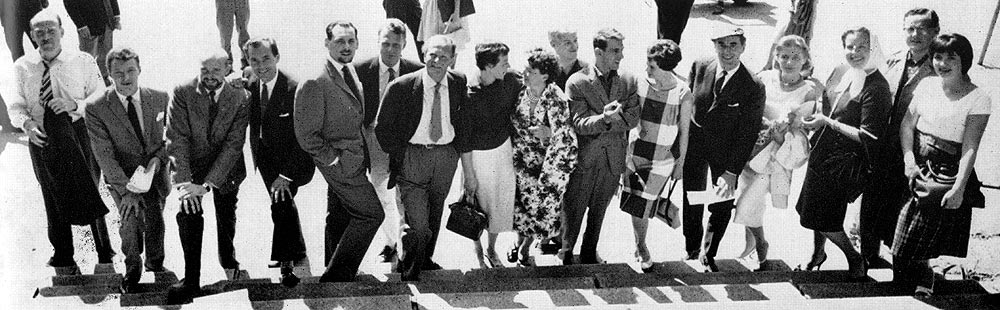
Björk (andra från vänster) tillsammans med TV-teaterensemblen säsongen 1960/1961.

Björk ville som ung utbilda sig till präst men ändrade sig och arbetade bland annat som skogsarbetare, flottare och hovmästare. Han var medlem i en lokal teaterförening i Borgvattnet där han år 1951 fick huvudrollen i ett bygdespel, Vestvattentjuven, skrivet av Borgvattnetprästen Erik Lindgren ("spökprästen"). Efter detta kom han att helt satsa på skådespelarkarriären. Björk studerade vid Calle Flygare Teaterskola i Stockholm innan han fick engagemang vid Wasa Teater i Finland 1954–1959. Han ingick sedan i ensemblen vid TV-teatern i Sveriges Television från 1960 och kom till den blivande fasta hemmascenen, Malmö stadsteater, 1962–1988. Han gjorde där ett sjuttiotal roller, såväl dramatiska som komiska. Efter att ha gått i pension spelade han bland annat på Stockholms Stadsteater.
Han medverkade också i ett stort antal långfilmer såsom Ingmar Bergmans Höstsonaten (mot Ingrid Bergman och Liv Ullman), och Söndagsbarn, Jan Troells Utvandrarna och Nybyggarna, Beppe Wolgers Dunderklumpen!, Yngve Gamlins prisbelönta Jakten och Badarna, Vilgot Sjömans Tabu och Fallgropen, samt uppskattade TV-serier som Hedebyborna, Träpatronerna, Skånska mord och Kejsarn av Portugallien.
Han belönades 1966 med Kvällspostens Thaliapris och 1968 med en Guldbagge som Bästa skådespelare för sin roll i Badarna.
Åren 1983–1997 var Björk regissör för Arnljotspelen på Frösön.

## Filmografi (urval)
- 1965 – Jakten
- 1967 – Kärlek 1-1000
- 1968 – Badarna
- 1969 – Skottet
- 1969 – Den vilda jakten på likbilen
- 1971 – Deadline
- 1971 – Utvandrarna
- 1972 – Nybyggarna
- 1974 – Dunderklumpen!
- 1977 – Tabu
- 1978 – Höstsonaten
- 1980 – Barna från Blåsjöfjället
- 1980 – Blomstrande tider
- 1980 – Innan vintern kommer (TV-serie)
- 1983 – Raskenstam (TV-serie)
- 1986 – Esarparen
- 1986 – Yngsjömordet
- 1989 – Fallgropen
- 1991 – Önskas
- 1992 – Min store tjocke far
- 1992 – Söndagsbarn
- 1992 – Kejsarn av Portugallien
- 1994 – Illusioner
- 1997 – Svenska hjältar
- 1999 – Fatimas tredje hemlighet

### TV-produktioner (urval)
- 1999 – Julens hjältar (TV-serie)
- 1996 – Zonen (TV-serie)
- 1995 – En nämndemans död (TV-serie)
- 1995 – Majken (TV-serie)
- 1994 – Änkeman Jarl
- 1993 – The Last Witness
- 1993 – Den gråtande ministern (TV-serie)
- 1992 – Kejsarn av Portugallien
- 1991 – Kopplingen (TV-serie)
- 1991 – Rosenbaum (TV-serie)
- 1989 – Sparvöga (TV-serie)
- 1988 – Sommarens tolv månader
- 1986 – Skånska mord - Yngsjömordet
- 1986 – Skånska mord - Esarparen
- 1984 – Träpatronerna (TV-serie)
- 1983 – Polskan och puckelryggen
- 1982 – Kättaren
- 1982 – Hedebyborna (TV-serie)
- 1980 – Innan vintern kommer
- 1977 – Soldat med brutet gevär (TV-serie)
- 1975 – Långtradarchaufförens berättelser (TV-serie)
- 1973 – Mannen som blev ensam (TV-serie)
- 1972 – Huset på Christianshavn
- 1971 – Gustav Vasas äventyr i Dalarna (TV-serie)
- 1971 – Broster, Broster!
- 1969 – Annajanska
- 1967 – Tågarp - Hälsingborg
- 1966 – Andersson, Pettersson och Lundström
- 1962 – Värmlänningarna
- 1962 – Ritten till havet
- 1962 – De vackra människorna
- 1962 – Sex roller söka en författare
- 1961 – Jag äter middag hos min mor
- 1961 – Ett resande teatersällskap
- 1961 – Dacke
- 1961 – Bröllopet på Seine
- 1961 – Vildanden

## Teater

### Roller (ej komplett)
| År   | Roll                  | Produktion                                                                | Regi                       | Teater                 |
| ---- | --------------------- | ------------------------------------------------------------------------- | -------------------------- | ---------------------- |
| 1957 | Sigurd Helmer, biskop | Herren och hans tjänare Axel Kielland                                     | Ragnar Thell               | Wasa Teater            |
| 1963 |                       | Den inbillade sjuke (Le Malade imaginaire) Molière                        | Hans Abramson              | Malmö stadsteater      |
| 1965 |                       | Kvartetten som sprängdes Birger Sjöberg                                   | Josef Halfen               | Malmö stadsteater      |
| 1965 |                       | Lyckliga draken Gabriel Cousin                                            | Josef Halfen               | Malmö stadsteater      |
| 1965 |                       | Fallet Oppenheimer Heinar Kipphardt                                       | Eva Sköld                  | Malmö stadsteater      |
| 1965 |                       | Djävulens följe (The Devils) John Whiting                                 | Lennart Olsson             | Malmö stadsteater      |
| 1966 |                       | Mordet på Marat Peter Weiss                                               | Jan Lewin                  | Malmö stadsteater      |
| 1967 |                       | Å, vilken härlig fred! Hans Alfredson och Tage Danielsson                 | Jan Lewin                  | Malmö stadsteater      |
| 1968 |                       | Mutter Courage och hennes barn Bertolt Brecht                             | Jan Lewin                  | Malmö stadsteater      |
| 1974 |                       | Jag vill träffa Mjosov Valentin Katajev                                   | Andris Blekte              | Malmö stadsteater      |
| 1975 |                       | Herrn går på jakt Georges Feydeau                                         | Andris Blekte              | Malmö stadsteater      |
| 1976 |                       | Arsenik och gamla spetsar Joseph Kesselring                               | Andris Blekte              | Malmö stadsteater      |
| 1978 | Fader Willibald       | Röde Orm från Kullen Lars Björkman, Pierre Fränckel och Bengt-Arne Wallin | Pierre Fränckel Conny Borg | Malmö stadsteater      |
| 1984 |                       | Doktorn klipper till (Tailleur pour dames) Georges Feydeau                | Andris Blekte              | Malmö stadsteater      |
| 1989 | Karl Joseph Fotograf  | Besökare Botho Strauss                                                    | Jan Maagaard               | Stockholms stadsteater |

## Radioteater

### Roller
| År   | Roll                   | Produktion                              | Regi           |
| ---- | ---------------------- | --------------------------------------- | -------------- |
| 1965 | Göran Hagman, ingenjör | Den försvunne disponenten Folke Mellvig | Lennart Olsson |